# 大鳍鱊
大鳍鱊（学名：Acheilognathus macropterus）为輻鰭魚綱鯉形目鱊科鱊屬的鱼类。分布于朝鲜以及自广东、安徽直至东北黑龙江、越南北部淡水流域等，體長可達27.5公分，多见于水草丛生处，屬雜食性，以藻類、昆蟲等為食，繁殖期時，雄魚的背鰭和臀鰭有較長的鰭條，體呈淡粉紅色金屬色，腹部深色，口鼻部有繁殖結節，臀鰭上有白色斑點。雌魚有產卵器，這是一種管狀器官，用於在雙殼貝體內產卵，幼魚會留在殼內，直到能夠游泳並獨立生活。该物种的模式产地在长江。

## 扩展阅读
維基物種上的相關：大鳍鱊